# VT4
VT4 war ein flämischer privater Fernsehsender und gehörte bis zum 7. Juni 2011 zur Sendergruppe der ProSiebenSat.1 Media AG. Seit dem 8. Juni 2011 ist der Sender in den Händen von Sanoma Media, Corelio N.V. und der Waterman & Waterman CVA. Seit dem 17. September 2012 nennt sich der Sender "Vier". 
Der Sender sendet seit dem 1. Februar 1995. Weil ursprünglich keine belgische Sendelizenz vorlag, wurde zunächst von London aus gesendet. Mittlerweile sendet VT4 legal aus Zaventem in Belgien und ist im Kabelnetz von Brüssel sowie in Flandern, über das Satellitenangebot TV Vlaanderen sowie über das auf DSL basierende Angebot BELGACOM TV zu empfangen.
Zunächst zielte der Sender auf ein erwachsenes Publikum, was sich jedoch als wenig erfolgreich erwies. Der Sender passte daraufhin sein Programmschema auf eine mehr jugendliche Zielgruppe an. Dieser Ansatz mit den erfolgreichen amerikanischen TV-Sendungen wie Die Simpsons oder Friends, die mit niederländischen Untertiteln ausgestrahlt werden, zeigte einen größeren wirtschaftlichen Erfolg. Der Sender hat mittlerweile einen Marktanteil von mehr als 7 %.
Zunehmend strahlt VT4 auch wieder Eigenproduktionen aus. Dabei handelt es sich vorwiegend um Reality-Formate, wie etwa De jeugd van tegenwoordig, in der flämische Teenager eine „Zeitreise“ in ein Internat der 1950er Jahre machen müssen.
VT4 sieht sich selbst auch als der Sender mit dem besten Spielfilmangebot aller flämischen Free-TV-Kanäle.
Seit Ende 2004 existiert der Ableger VIJFtv, der sich mit Serien wie Grey’s Anatomy, Brothers & Sisters und Sex and the City eher an ein weibliches Publikum wendet. Als Trick strahlte der Sender als allererstes ein in Belgien mit Spannung erwartetes Fußballspiel aus. Damit sollte erreicht werden, dass die Männer im Haushalt VIJFtv im Fernseher einstellen.